# Waldemar Dras
Waldemar Dras  (* 10. März 1955 in Lublin; † 20. Juli 1994 ebenda) war ein polnischer Lyriker.

## Leben
Er wurde in ländlich-bäuerlichem Umfeld geboren und studierte Philosophie an der Maria-Curie-Skłodowska-Universität in Lublin. 1980 schloss er sein Studium ab. Dras gehörte zu jenen Menschen, die sich vor keiner Tätigkeit scheuen, unter anderem arbeitete er als Kassierer, Briefträger, Akustiker, Schauspieler, Laborant und Buchhalter in einem Lubliner Krankenhaus. Er debütierte 1973 im Kamena. 1990 war er Redaktionssekretär der Lubliner Zeitung, später auch in anderen Redaktionen. Seine Texte wurden u. a. in Akcent, Nowy Wyraz, Literatura, Tygodnik Kulturalny und Życie Literackie publiziert.
Waldemar Dras starb am 20. Juli 1994 in Lublin nach langer schwerer Krankheit.
In deutscher Sprache wurden seine Texte im Ostragehege/Dresden Nr. 4, im „koepfchen“ und auf Portalpolen in der Nachdichtung von Dieter Kalka veröffentlicht.

## Werke
- Czatownik, Związek Literatów Polskich. Koło Młodych Pisarzy, Lublin 1978.
- Nad stawem jasnowidzenia, Wydawnictwo Lubelskie, Lublin 1979.
- Wyspa, Gedichte. Wydawnictwo Lubelskie, Lublin 1982.
- Śpiące akty, Laser-Graf, Lublin 1992.

## Referenzen
- Wspomnienia o Waldemarze Drasie - Cezary Listowski
- To wtedy poznałem m.in. Waldka Drasa - Stanisław Królik
- Waldemar Dras 1955–1994, Akcent
- Kurier Lubelski, 27. Oktober 1991